# 莫斯塔爾維列茲足球俱樂部
莫斯塔爾維列茲足球俱樂部是波斯尼亚和黑塞哥维那的一家足球俱樂部。球隊的主場位於莫斯塔爾。設立于1922年6月22日。球隊的名稱則是來自于附近的山峰。俱樂部目前的主場是罗杰尼体育场，過去的主場是Bijeli Brijeg球場。球隊目前參加波黑足球超级联赛的賽事。球隊在南斯拉夫時期得到了來自塞爾維亞族、波什尼亚克族和克羅埃西亞族三個主要民族的廣泛支持。波黑獨立之後維列茲的主要支持者則是波什尼亚克族。維列茲也參加過聯盟杯的賽事。

## 外部連結
- 官方网站  （波斯尼亞文）
- FK VELEŽ （页面存档备份，存于） at UEFA.com （英文）